# Tessa Worley
Tessa Worley, född 4 oktober 1989 i Annemasse, Frankrike, är en fransk alpin skidåkare. Hennes pappa kommer från Australien. Worley debuterade i världscupen den 4 februari 2006 där hon slutade 29:a.
Hennes första världscupseger kom den 9 november 2008 genom att vinna storslalomtävlingen i Aspen, Colorado. Det var hennes första pallplacering i karriären.
Vid VM 2011 i Garmisch-Partenkirchen tog hon brons i storslalom . I VM i Schladming 2013 blev hon världsmästare i storslalom.
Worley kraschade svårt i en störtloppstävling i december 2013 vilket gjorde att hon inte kunde tävla på hela säsongen 2013/2014, inklusive OS i Sotji.

## Världscupsegrar (13)
| Datum            | Plats         | Gren       |
| ---------------- | ------------- | ---------- |
| 29 november 2008 | Aspen         | Storslalom |
| 12 december 2009 | Åre           | Storslalom |
| 27 november 2010 | Aspen         | Storslalom |
| 12 december 2010 | Sankt Moritz  | Storslalom |
| 28 december 2010 | Semmering     | Storslalom |
| 21 januari 2012  | Kranjska Gora | Storslalom |
| 12 februari 2012 | Soldeu        | Storslalom |
| 15 december 2013 | Sankt Moritz  | Storslalom |
| 26 november 2016 | Killington    | Storslalom |
| 10 december 2016 | Sestriere     | Storslalom |
| 7 januari 2017   | Maribor       | Storslalom |
| 27 januari 2018  | Lenzerheide   | Storslalom |
| 27 oktober 2018  | Sölden        | Storslalom |